# Eduard van Beinum

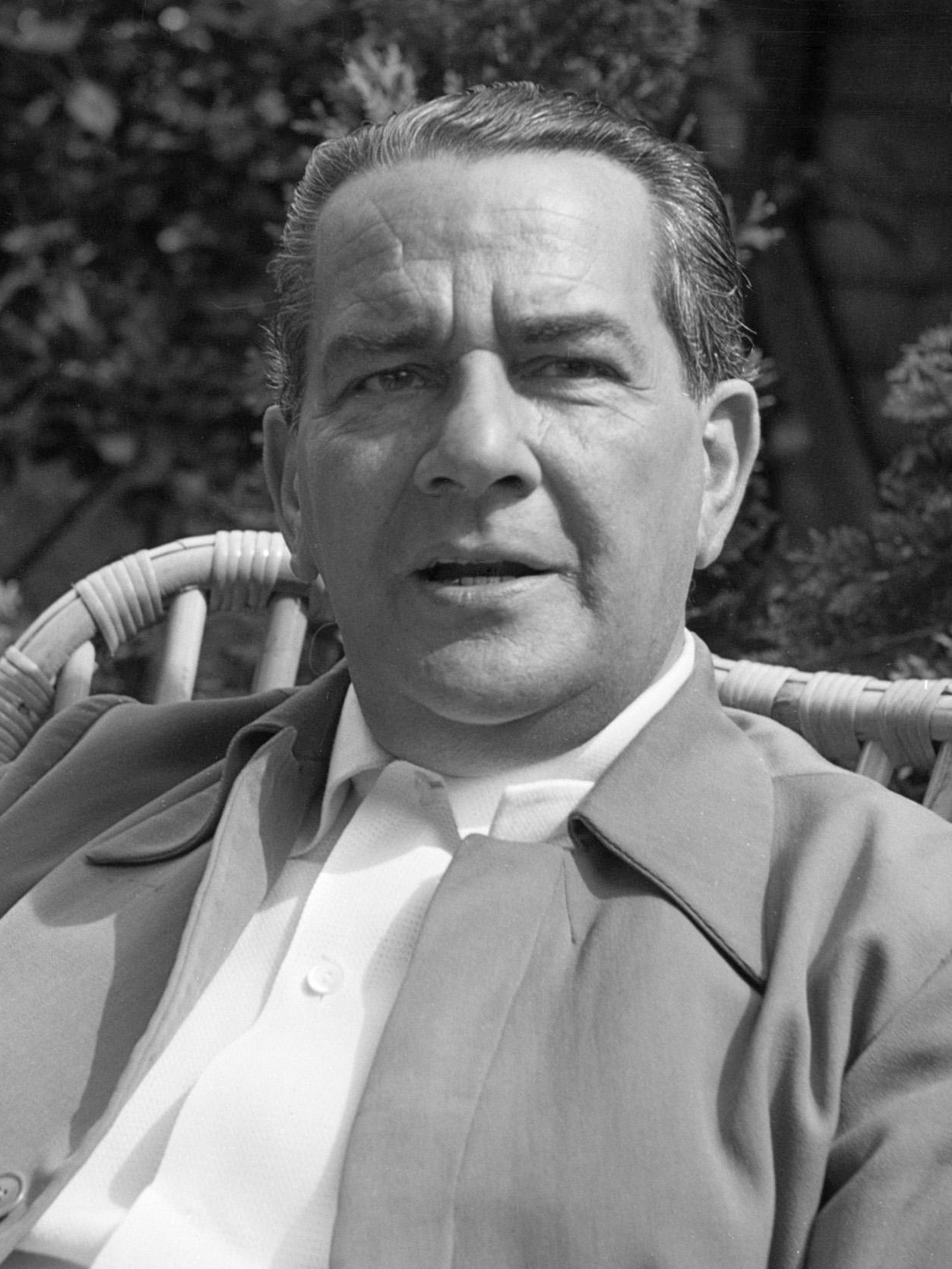
Eduard van Beinum (1954)

Eduard van Beinum (Arnhem, 3 de septiembre de 1900 – Ámsterdam, 13 de abril de 1959) fue un director de orquesta neerlandés.

## Biografía
Eduard van Beinum comenzó como violista en la Arnhemse Orkestvereniging, donde ya su padre había tocado el contrabajo y su hermano era violinista. Además actuaba como pianista, tanto en solitario como formando dúo con su hermano. Su primer puesto como director fue en la Orquesta Sinfónica de Haarlem (1927-31), que consiguió llevar a un notable nivel. En 1929 recibió la primera invitación del Orquesta del Concertgebouw de Ámsterdam y en 1931 pasó a ocupar allí el puesto vacante de segundo director. Van Beinum muy pronto gozó de gran prestigio entre los músicos de la orquesta, pues se veía como un socio de ellos y no como alguien que impusiera su voluntad, como hacía el primer director, Willem Mengelberg. Sin embargo, el público estaba acostumbrado a una personalidad tan dominante como Mengelberg y no conseguía entender el estilo de Van Beinum, mucho más objetivo y considerado frío y superficial en aquel momento. Van Beinum recibió muchas ofertas para convertirse en director titular de orquestas neerlandesas; cuando en 1937 le llegó una propuesta de la Residentie Orkest Den Haag, considerada la segunda mejor del país, en principio parecía dispuesto a aceptarla, pero los músicos y la administración de la Orquesta del Concertgebouw quiso que permaneciera, por lo que le ofrecieron convertirse en Segundo Director Principal junto a Mengelberg. Cuando tras la guerra, en 1945, se impuso a Mengelberg un exilio de seis años de los Países Bajos, por sus simpatías hacia Alemania durante la guerra, Van Beinum pasó a ser el único director principal. Junto a ello, en 1948 y 1949 tuvo ese mismo puesto en la Orquesta Filarmónica de Londres. Ya entonces, Van Beinum tuvo problemas cardíacos, por lo que dicha orquesta tuvo que buscar otro director. Durante la temporada 1950/51 casi no pudo dirigir conciertos. Desde 1956 y hasta su fallecimiento fue también director musical de la Orquesta Filarmónica de Los Ángeles. Falleció en 1959 durante un ensayo de la Sinfonía n.º 1 de Johannes Brahms con la Orquesta del Concertgebouw. Está enterrado en el pueblo de Garderen en la región de Veluwe.